# Pułapka średniego dochodu
Pułapka średniego dochodu – zjawisko powstałe w wyniku wejścia gospodarki w cykl przegrzania, powodując stagnację gospodarczą lub nawet recesję w krajach rozwijających się i aspirujących do dogonienia krajów rozwiniętych w dziedzinie rozwoju gospodarczego.

## Pułapka średniego dochodu a innowacyjność gospodarki
Innowacje są ważne dla państw średnio rozwiniętych chcących bogacić się. Kraje te są zagrożone wpadnięciem w „pułapkę średniego dochodu”. Kraje te osiągają średni poziom dochodów krajów rozwiniętych poprzez odtwarzanie rozwiązań technicznych tychże gospodarek, poprzez tanią siłę roboczą i oferowanie wysokiego zwrotu z inwestycji z powodu wysokiego popytu na kapitał. Model ten wyczerpuje się, gdy państwo osiąga PKB na osobę rzędu około 17 tysięcy dolarów.
W takim przypadku koszty pracy rosną, spowalniając pracochłonną produkcję, potem następuje nasycenie inwestycjami kapitałowymi, a importowanie innowacyjnych rozwiązań z zagranicy staje się trudniejsze i droższe.
Rozwiązania, które mogłyby poprawić produktywność takiego kraju, często podlegają reglamentacji ulokowanych w krajach rozwiniętych innowatorów. W tej chwili imitacyjny model wzrostu dominuje w szybko bogacących się krajach azjatyckich, jak Chiny, Malezja czy Wietnam.
Jeśli kraje rozwijające się zdołają przestawić się na wzrost oparty na innowacjach i dalszej akumulacji technicznie zaawansowanego kapitału, będą mogły dołączyć do takich gospodarek jak Korea Południowa czy Japonia, którym udało się przejść od średniego do wysokiego dochodu. W innym przypadku mogą podzielić los krajów Ameryki Łacińskiej czy Bliskiego Wschodu, które utkwiły w modelu gospodarczym opartym na nisko- i średnio zaawansowanej produkcji. W UE przed podobnym wyzwaniem – zmiany modelu rozwoju – z imitacyjnego na innowacyjny – stoją dziś nowe państwa członkowskie Unii Europejskiej, w tym Polska.

## Determinanty wejścia w pułapkę średniego dochodu
Czynniki, które powodują wzrost podatności danej gospodarki na wejście w pułapkę średniego dochodu obejmują różne cechy strukturalne i systemowe gospodarki. Typowe dla pułapki średniego dochodu spowolnienie wzrostu wydajności czynników wytwórczych (total factor productivity) może wynikać ze specjalizacji gospodarki w branżach średnich i niskich technologii oraz oparciu rozwoju gospodarki wyłącznie na imporcie technologii przy braku zdolności lokalnych firm do tworzenia i wdrażania innowacji. Negatywną cechą strukturalną danej gospodarki może być także starzejące się społeczeństwo i rosnące problemy demograficzne. Takie cechy strukturalne powodują, że gospodarki nie są zdolne do rozwijania nowych działalności cechujących się wyższym udziałem wartości dodanej i wyższą wydajnością pracy. Wśród czynników o charakterze systemowym wymieniane są m.in. niska jakość systemu prawnego i problemy z egzekwowaniem kontraktów i praw własności, przerost sektora publicznego, przeregulowanie rynków (pracy, produktów i rynku kredytowego).

## Perspektywy dla krajów rozwijających się
Obecnie z zagrożeniem „pułapką średniego dochodu” borykają się między innymi: Słowenia i Czechy, których gospodarki po osiągnięciu pułapu ok. 60% PKB per capita USA wyraźnie spowolniły. Gospodarka Polski jak do tej pory wydaje się być niezagrożona, lecz zbliża się do poziomu, w którym zagrożenie utknięcia w „pułapce średniego dochodu” zaczyna być realne. Kraje takie jak: Grecja, Malta, Portugalia, Hiszpania, Izrael są przykładem, że bez uruchomienia silnika innowacyjnego oraz budowy konkurencyjnego środowiska regulacyjnego, materializacja tego zagrożenia w ciągu najbliższych 10–15 lat będzie nieunikniona. Oznaczałoby to zgodę na długotrwałą stagnację gospodarczą, powolną poprawę jakości życia oraz większe trudności z utrzymaniem stabilności finansowej przez państwo, które również odczuje wyhamowanie wzrostu dochodów.

## Polska a pułapka średniego dochodu
Niektórzy autorzy wskazują, że pułapka średniego dochodu stanowi również realne zagrożenie dla polskiej gospodarki. Wskazują oni przy tym, że polska gospodarka posiada wiele cech czyniących ją podatną na wejście w tę pułapkę. Wśród cech tych wymieniane są m.in.: wciąż wysoki poziom regulacji rynków, niska wydajność pracy i wciąż wysokie zatrudnienie w nisko-wydajnym rolnictwie, niska innowacyjność gospodarki, relatywnie niskie nakłady inwestycyjne, a także problemy demograficzne, które negatywnie wpłyną zarówno na rynek pracy, jak i sytuację finansów publicznych w najbliższych dekadach.